# 卡肯果
卡肯果（Karkenia）是一类已灭绝的银杏类植物，包括卡肯果科（Karkeniaceae）。卡肯果科下仅有一属，即卡肯果属（Karkenia）。发现于早侏罗世到早白垩世地层。

## 生理特征
卡肯果的胚珠小而多，生长在短枝上。胚珠向内弯转，具珠柄，紧密排列。珠被和珠心分离，大孢子膜薄。
卡肯果的营养叶呈似银杏型、楔拜拉型和桨叶型。

## 地质分布
卡肯果生存在早侏罗世到早白垩世；分布在阿根廷和蒙古的早白垩世，西伯利亚晚侏罗世，德国及中国的早侏罗世、中侏罗世地层中。

## 分类
- †卡肯果科 Karkeniaceae
  - †卡肯果属  Karkenia Archangelsky,1965